# Вівчарик нумфорський
Вівча́рик нумфорський (Phylloscopus maforensis) — вид горобцеподібних птахів родини вівчарикових (Phylloscopidae). Ендемік Індонезії. Раніше вважався підвидом новогвінейського вівчарика.

## Поширення і екологія
Нумфорські вівчарики є ендеміками острова Нумфор на північ від Нової Гвінеї. Вони живуть в гірських і вологих рівнинних тропічних лісах.

## Збереження
МСОП класифікує цей вид як вразливий. За оцінками дослідників, популяція нумфорських вівчариків становить від 2500 до 10000 птахів. Їм загрожує знищення природного середовища.